# Grayson Hall
Grayson Hall, nata Shirley H. Grossman (Filadelfia, 18 settembre 1922 – New York, 7 agosto 1985), è stata un'attrice statunitense.

## Biografia
Impegnata prevalentemente sulle scene teatrali e sul piccolo schermo, è ricordata dai cinefili per la sua partecipazione al film La notte dell'iguana (1964) di John Huston, per il quale ottenne la candidatura ai Premi Oscar 1965 come miglior attrice non protagonista e anche ai Golden Globe 1965 nella stessa categoria. Sempre nel 1965 recitò nel film F.B.I. - Operazione gatto di Robert Stevenson, prodotto dalla Disney.
Nota per le sue apparizioni nelle soap opera Dark Shadows (1966), La valle dei pini (1970) e Una vita da vivere (1968), fu sposata con Sam Hall (da cui prese il cognome) dal 1952 fino alla morte.
Morì a causa di un tumore all'età di 62 anni.

## Filmografia parziale

### Cinema
- La notte dell'iguana (The Night of the Iguana), regia di John Huston (1964)
- F.B.I. - Operazione gatto (That Darn Cat!), regia di Robert Stevenson (1965)
- La casa dei vampiri (House of Dark Shadows), regia di Dan Curtis (1970)
- Adam at Six A.M., regia di Robert Scheerer (1970)
- La casa dalle ombre maledette (Night of Dark Shadows), regia di Dan Curtis (1971)

### Televisione
- Lights Out – serie TV, episodio 3x22 (1951)
- Dark Shadows – soap opera, 475 puntate (1967-1971)
- I Gorgoni (Gargoyles), regia di Bill L. Norton – film TV (1972)
- Kojak – serie TV, episodio 2x03 (1974)

## Doppiatrici italiane
- Dhia Cristiani in La notte dell'iguana, F.B.I.- Operazione gatto
- Gemma Griarotti in La casa dei vampiri

## Riconoscimenti
Premi Oscar 1965
- Candidatura all'Oscar alla miglior attrice non protagonista per La notte dell'iguana